# Чичерале
Чичера̀ле (на италиански: Cicerale) е село и община в Южна Италия, провинция Салерно, регион Кампания. Разположено е на 475 m надморска височина. Населението на общината е 1272 души (към 2010 г.).